# ISO 3166-2:SA

Provinzen in Saudi-Arabien

Die Liste der ISO-3166-2-Codes für  Saudi-Arabien enthält die Codes für die 13 saudischen Emirate.

Die Codes bestehen aus zwei Teilen, die durch einen Bindestrich voneinander getrennt sind. Der erste Teil gibt den Landescode gemäß ISO 3166-1 (für  Saudi-Arabien SA), der zweite den Code für das Emirat wieder.
Die aktuellen Codes stehen auf der Seite der ISO unter #iso:code:3166:SA zur Verfügung.

| Provinz                   | Name auf Arabisch                        | Code  |
| ------------------------- | ---------------------------------------- | ----- |
| Riad                      | الرياض / ar-Riyāḍ                        | SA-01 |
| Mekka                     | مكة المكرمة / Makka al-mukarrama         | SA-02 |
| Medina                    | المدينه المنورة / al-Madīna al-munawwara | SA-03 |
| asch-Scharqiyya           | الشرقية / aš-Šarqīya                     | SA-04 |
| Qasim                     | القصيم / al-Qaṣīm                        | SA-05 |
| Ha'il                     | حائل / Ḥāʾil                             | SA-06 |
| Tabuk                     | تبوك / Tabūk                             | SA-07 |
| al-Hudud asch-schamaliyya | الحدود الشمالية / al-Ḥudūd aš-Šamālīya   | SA-08 |
| Dschāzān                  | جازان / Ǧāzān                            | SA-09 |
| Nadschran                 | نجران / Naǧrān                           | SA-10 |
| Baha                      | الباحة / al-Bāḥa                         | SA-11 |
| Dschauf                   | الجوف / al-Ǧauf                          | SA-12 |
| Asir                      | عسير / ʿAsīr                             | SA-14 |